# Eray Şamdan
Eray Şamdan (* 25. Juli 1997 in Kocaeli) ist ein türkischer Karateka. Er kämpft in der Gewichtsklasse bis 60 Kilogramm.

## Karriere
Eray Şamdan war bereits im Juniorenbereich sehr erfolgreich. Einmal bei den Kadetten, zweimal bei den Junioren und dreimal in der U21 wurde er Europameister. 2015 gewann er in der Gewichtsklasse bis 60 Kilogramm außerdem die Weltmeisterschaft. Im Erwachsenenbereich sicherte er sich bei den Mittelmeerspielen 2018 in Tarragona mit Bronze seine erste Medaille. Im Jahr darauf gewann er auch bei den Europameisterschaften in Guadalajara Bronze und vertrat die Türkei bei den Europaspielen in Minsk. Dort schied er als Dritter in der Gruppenphase aus. 2021 wurde er in Poreč erstmals Europameister.
Für die 2021 ausgetragenen Olympischen Spiele 2020 in Tokio qualifizierte sich Şamdan für den Wettkampf in der olympischen Gewichtsklasse bis 67 Kilogramm über ein Qualifikationsturnier. In der Gruppenphase gelangen ihm in vier Kämpfen drei Siege, sodass er die Vorrunde als Zweiter überstand und ins Halbfinale einzog. Dort besiegte er Abdelrahman Al-Masatfa mit 2:0, unterlag aber im anschließenden Finalkampf Steven Da Costa mit 0:5, der damit Olympiasieger wurde, während Şamdan Silber gewann. Die Bronzemedaillen gingen an Al-Masatfa und Darchan Assadilow. 2022 verteidigte Şamdan in Gaziantep seinen Europameistertitel und gewann auch bei den Mittelmeerspielen in Oran die Goldmedaille.